# Aleksandr Popow (pływak)
Aleksandr Władimirowicz Popow, ros. Александр Владимирович Попов (ur. 16 listopada 1971 w Swierdłowsku) – były rosyjski pływak, czterokrotny złoty medalista olimpijski, był przez 8 lat posiadaczem rekordu świata na 50 m stylem dowolnym (21,64 s) ustanowionym 1 czerwca 2000 r. w Moskwie, dopóki nie pobił go Eamon Sullivan.
W 2004 r. został wybrany chorążym reprezentacji Rosji na Igrzyskach Olimpijskich w Atenach.
Odznaczony tytułem Zasłużonego Mistrza Sportu oraz Orderem „Za zasługi dla Ojczyzny” III klasy (26 sierpnia 1996).

## Kariera
Popow rozpoczął pływanie mając 8 lat, po przezwyciężeniu lęku przed wodą. W wieku lat 14 został rosyjskim mistrzem juniorów. Początkowo pływał stylem grzbietowym, lecz po przystąpieniu do ekipy trenera Tureckiego w roku 1990 zmienił go na styl dowolny. Niedługo później, Popow przeniósł się z Rosji do Australii, by tam kontynuować karierę pływacką pod okiem swojego trenera. W roku 1992 na Letnich Igrzyskach Olimpijskich w Barcelonie mało znany Popow zdobył dwa złote medale, na 50 m stylem dowolnym (ustanawiając przy tym pobity dopiero 23 marca 2008 przez Alaina Bernarda rekord olimpijski na tym dystansie z czasem 21,91 s) i na 100 m stylem dowolnym, oraz 2 srebrne ze sztafetami 4 × 100 zmiennym i dowolnym. 4 lata później w Atlancie Popow powtórzył ten sukces broniąc tytułów indywidualnych i zdobywając 2 srebrne medale w sztafetach. Podczas igrzysk w Sydney zdobył 1 srebrny medal na 100 m stylem dowolnym. W roku 2004 wraz z rodziną przeprowadził się z Australii do Szwajcarii.

## Rekordy świata
| Data            | Miejsce     | Konkurencja           | Rezultat | Status                           |
| --------------- | ----------- | --------------------- | -------- | -------------------------------- |
| 18 czerwca 1994 | Monte Carlo | 100 m stylem dowolnym | 48.21 s  | do 16 września 2000 Michael Klim |
| 1 czerwca 2000  | Moskwa      | 50 m stylem dowolnym  | 21.64 s  | do 17 lutego 2008 Eamon Sullivan |

## Wyróżnienia
- 1994, 2004: najlepszy Pływak w Europie

## Odznaczenia
- Zasłużony Mistrz Sportu ZSRR
- Order „Za zasługi dla Ojczyzny” III klasy (26 sierpnia 1996)
- Order Przyjaźni (2002)